# Dipartimento di Boumba e Ngoko
Il dipartimento di Boumba e Ngoko è un dipartimento del Camerun nella regione dell'Est.

## Comuni
Il dipartimento è suddiviso in 4 comuni:
- Gari-Gombo
- Moloundou
- Salapoumbé
- Yokadouma